# 史泰博
史泰博（英語：Staples Inc.，NASDAQ：SPLS）是一家大型的办公用品连锁店，在全世界26个国家拥有超过2,000家商店。其总部位于美国马萨诸塞州弗雷明翰。Staples 本來意指訂書釘，所以也引用在其商標內。

## 历史
1986年史泰博在美国马萨诸塞州布萊頓建立第1家商店。史泰博的商标中L是艺术化的订书钉（英文为Staple）。2015年2月4日以63億美元現金加股票收購其競爭對手欧迪办公但被美国法院以行业垄断否决。2017年6月28日被美国私募公司Sycamore Partners以69亿美元价格收购。

## 经营
史泰博在澳大利亚、巴西、台灣、中国、法国、德国、印度、意大利、挪威、葡萄牙、英国以及美国使用史泰博（Staples）名称进行运营，在阿根廷以Officenet-Staples的名义运营，在比利时及荷兰以史泰博办公中心（Staples Office Centre），在加拿大使用史泰博加拿大（Staples Canada）（魁北克为Bureau En Gros）名义运营，意大利则使用Mondoffice。